# Stiftung Scheuern

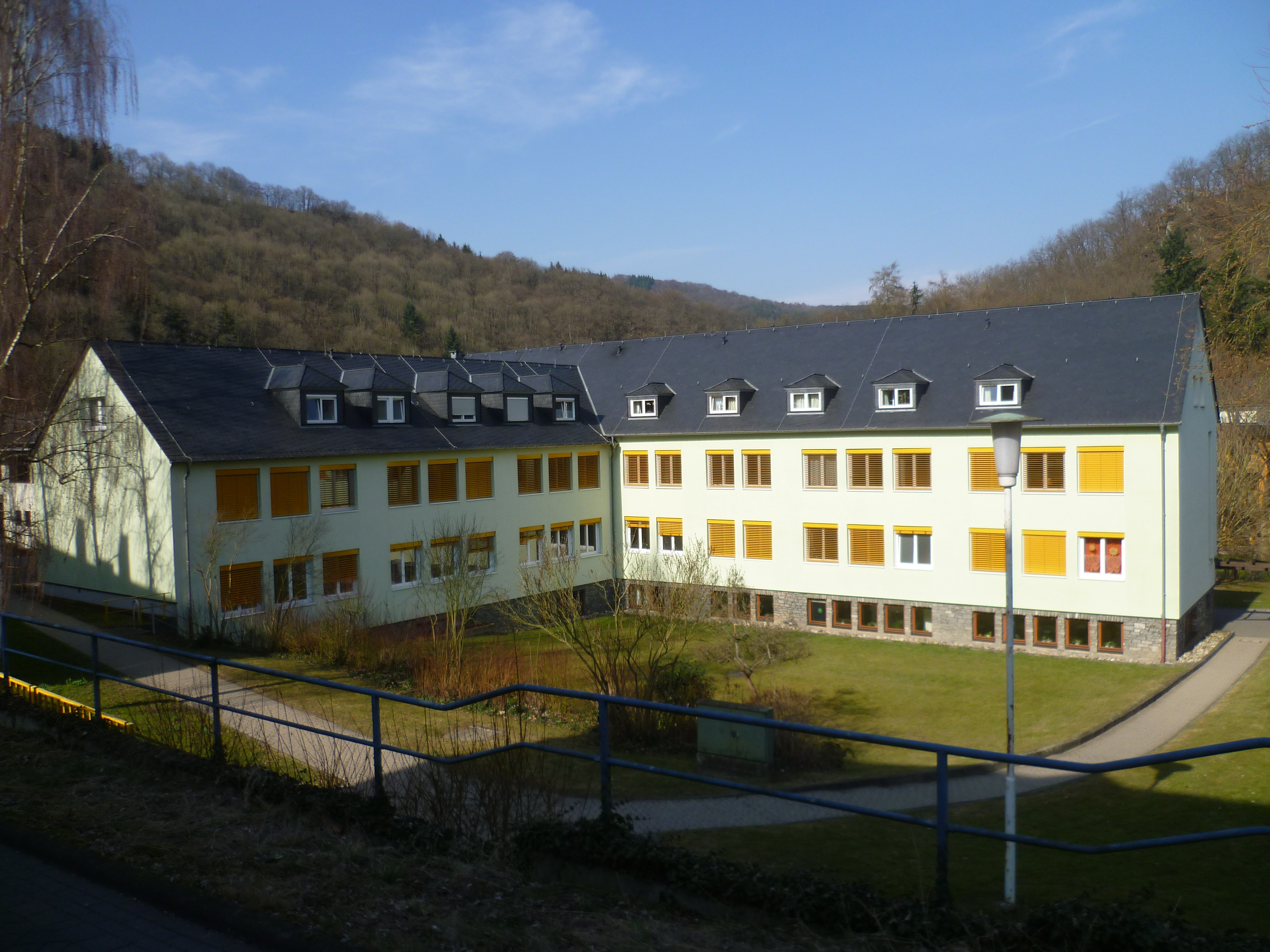
Das Wichernhaus der Stiftung Scheuern

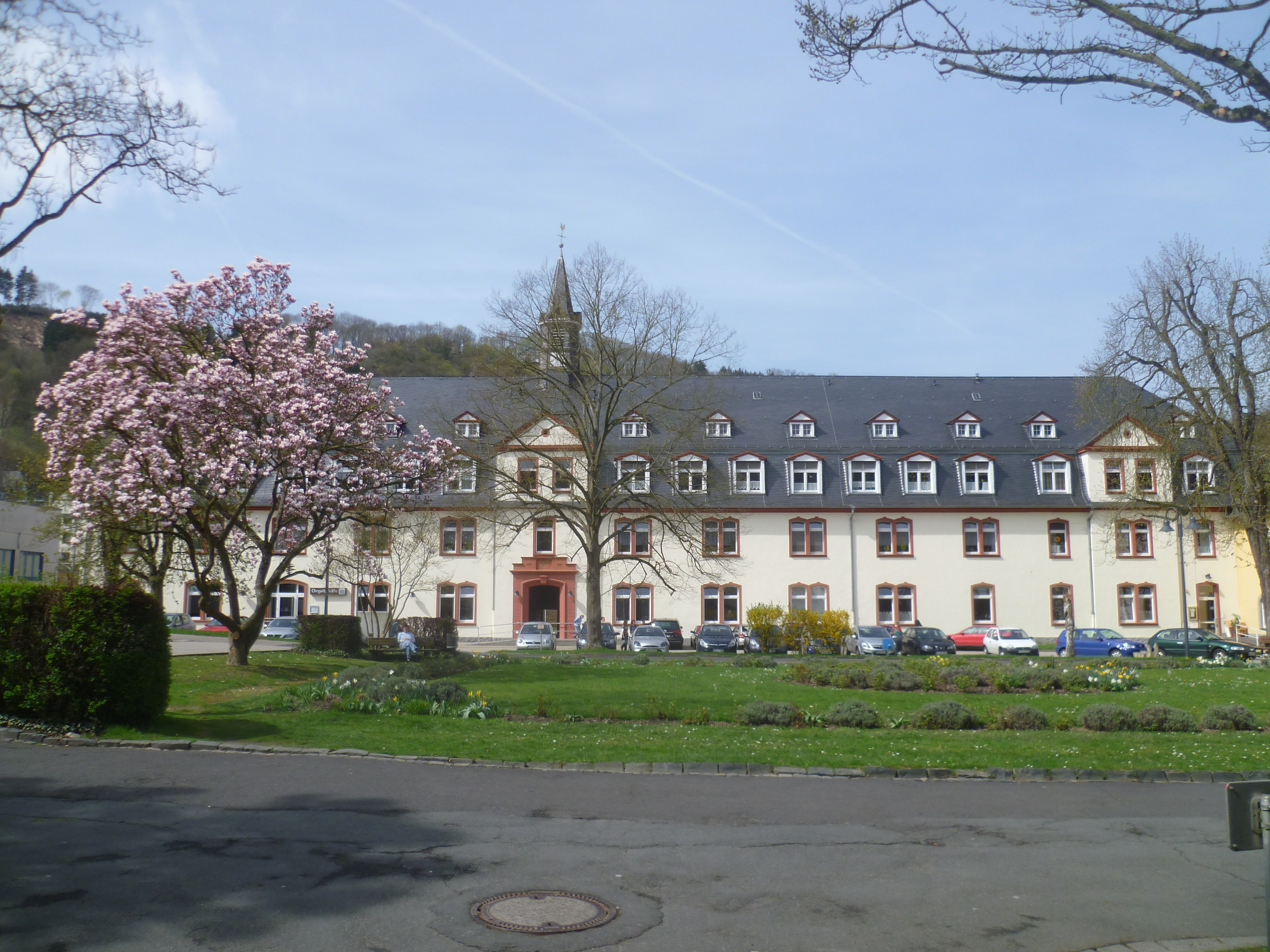
Das Alte Haus ist das dominante Kerngebäude der Anlage

Die Stiftung Scheuern ist eine diakonische Einrichtung der Behindertenhilfe. Sie betreut Menschen mit geistiger Behinderung, erworbener Hirnschädigung und psychischer Erkrankung. Diese Personengruppen unterstützt die Stiftung Scheuern mit vielfältigen Leistungen, die von individuellen Wohnformen über Bildung und Qualifizierung bis hin zu Arbeitsplätzen sowohl in Werkstätten für behinderte Menschen (WfbM) als auch in Unternehmen der regionalen Wirtschaft reichen. Auch die therapeutische Begleitung von Menschen mit Behinderung, Angebote zu ihrer Tages- und Freizeitgestaltung, die Gastbetreuung im Rahmen einer Verhinderungspflege und vieles mehr zählen zu ihren Schwerpunkten.
Der Hauptsitz der Stiftung Scheuern, dessen Gebäude teilweise unter Denkmalschutz stehen, befindet sich im Nassauer Stadtteil Scheuern. Dazu kommen zahlreiche weitere Wohnhäuser in der Region Rhein-Lahn-Westerwald. Die Stiftung Scheuern ist eine gemeinnützige Stiftung bürgerlichen Rechts. Sie ist Mitglied in der Diakonie Hessen und im Bundesverband evangelische Behindertenhilfe (BeB). Sie hat circa 1200  Mitarbeiter.
Die wechselvolle Geschichte der Stiftung Scheuern reicht zurück bis zur Gründung 1850, wobei einzelne Gebäude deutlich älter sind. In der Zeit des Nationalsozialismus diente die Stiftung Scheuern als einzige Anstalt der Inneren Mission als Zwischenanstalt für die NS-Tötungsanstalt Hadamar, wobei ihre Übernahme einen Präzedenzfall darstellte. Für über 1500 Menschen war sie die letzte Station vor ihrer Ermordung. 153 Menschen kamen in dieser Zeit in den Anlagen der Stiftung Scheuern selbst ums Leben. Die Nachkriegszeit bis in die 1980er Jahre war geprägt vom geänderten gesellschaftlichen Umgang mit behinderten Menschen. Die bewusste Auseinandersetzung mit der nationalsozialistischen Vergangenheit setzte erst Mitte der 1990er Jahre ein. Strukturelle Veränderungen haben bis zur Gegenwart stattgefunden.

## Lage und Beschreibung

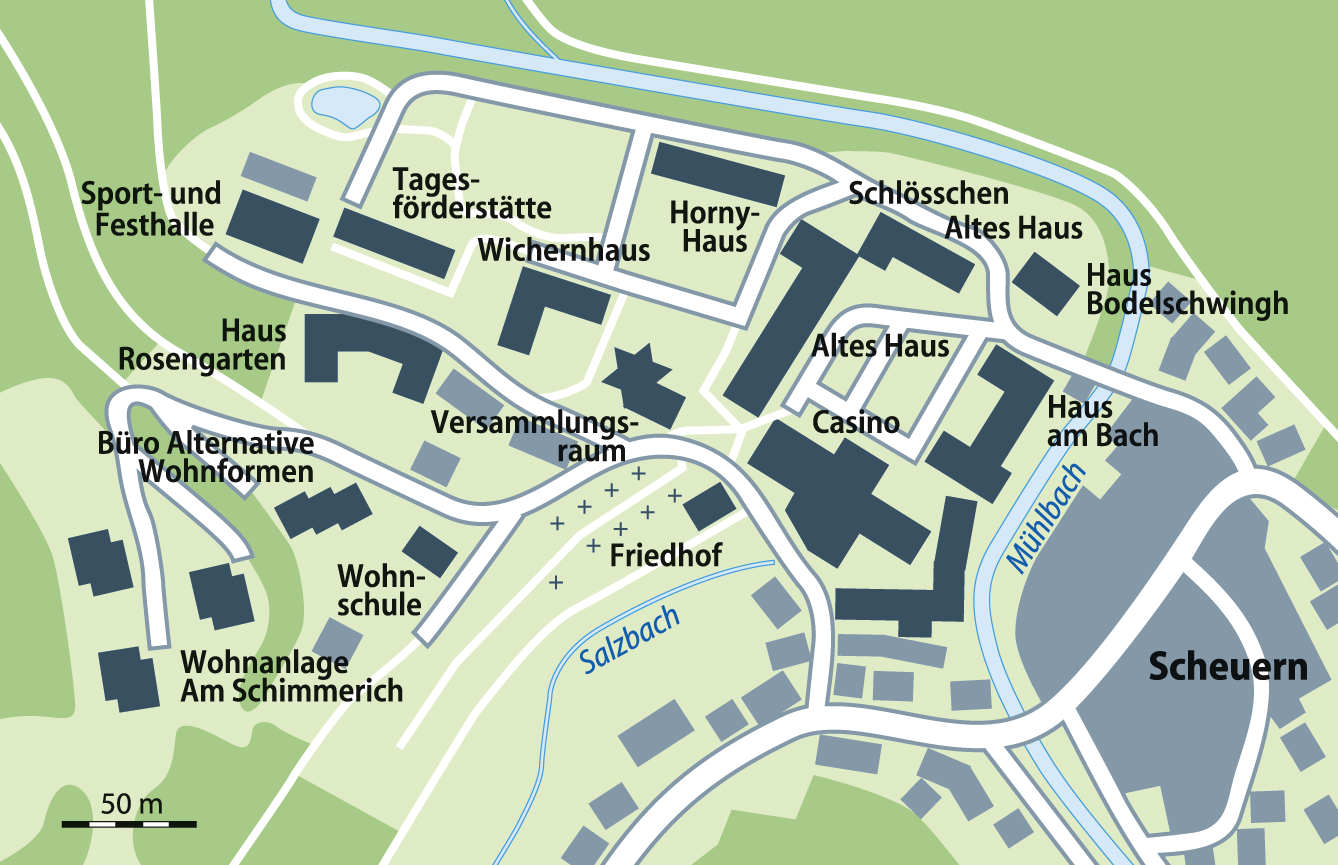
Übersicht über die zentralen Anlagen der Stiftung Scheuern

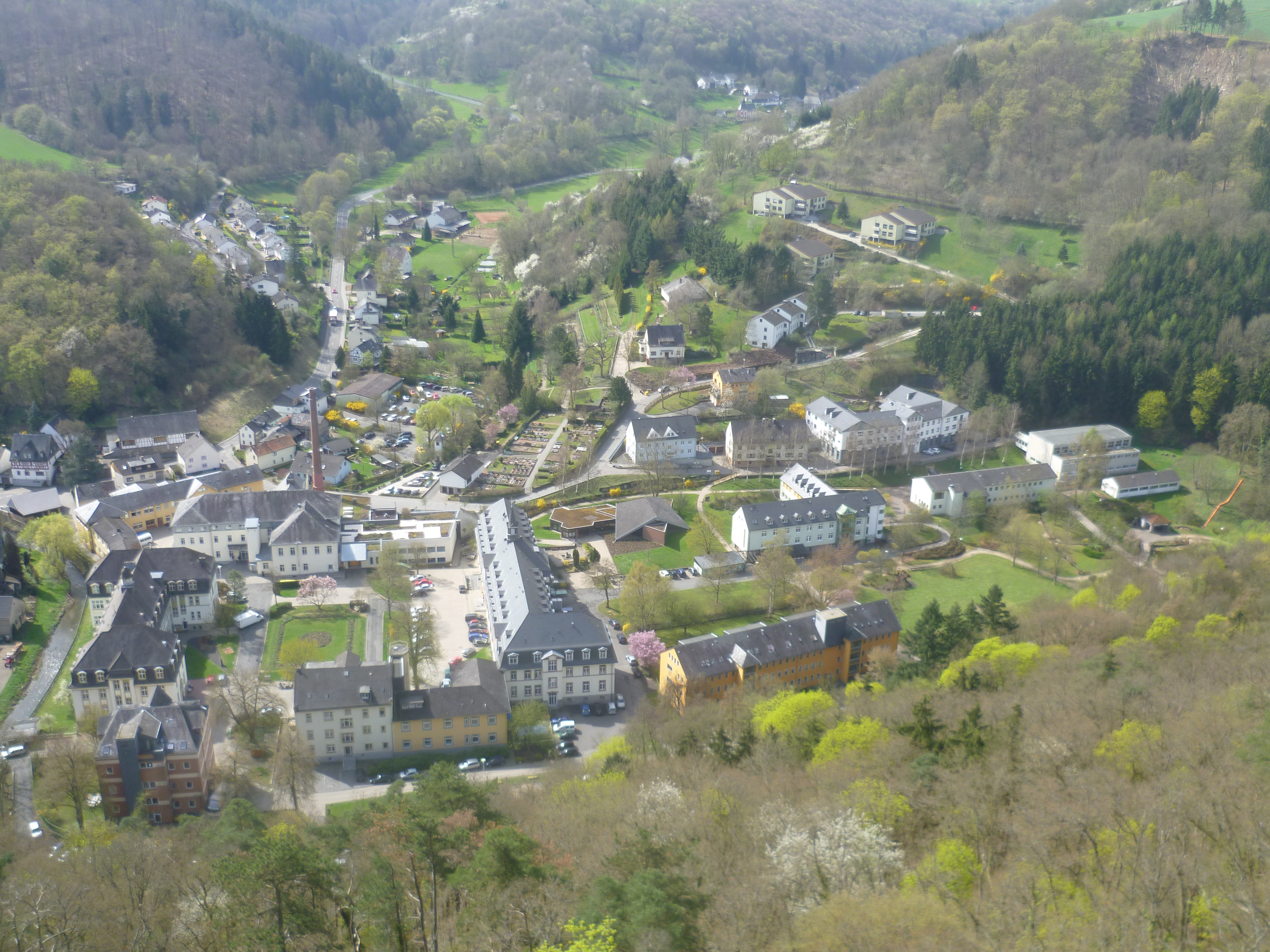
Einen Überblick erhält man bei Betrachtung von der nördlich gelegenen Burg Nassau

Die Kernanlage der Stiftung Scheuern liegt in dem südlich an die Stadt Nassau angrenzenden Stadtteil Scheuern im Mühlbachtal mit den umliegenden Wäldern und der Burg Nassau. Aufgrund der Größe der Anlage dominiert die Einrichtung das Ortsbild Scheuerns. Im Norden und Osten begrenzt der Mühlbach das Gelände der Einrichtung, in die man über eine Brücke gelangt. Die Anlage der Stiftung dehnt sich von einem Tal im Nordosten bis auf einen Höhenzug im Westen aus. Im Süden begrenzen die Friedhofstraße und die Straße Am Schimmerich die Anlage.
Kern der Anlage ist ein Karree mit dem Haus am Bach, dem Haus Bodelschwingh, dem Weißen Haus, dem Schlösschen, dem Alten Haus und dem Casino (mit Zentralküche), den ältesten Gebäuden. Sie stehen unter Denkmalschutz.
Außerhalb des Zentralbereichs befinden sich weitere wesentliche Bestandteile der Stiftung Scheuern. Dies sind am Standort Nassau das Wohnheim Lahnberg mit insgesamt sechs Häusern, das Wohnhaus Neuzebachweg, das in der Stadtmitte gelegene Wohnhaus Gerhart-Hauptmann-Straße, ein Geschäft für Orthopädie-Schuhtechnik sowie die Werkstatt für behinderte Menschen (WfbM) im Mühlbachtal. Am Standort Singhofen ist die Stiftung mit einer weiteren Werkstatt für behinderte Menschen (WfbM) vertreten. In Bad Ems unterhält sie das Elmar-Cappi-Haus, bei dem es sich um ein Wohnhaus für Menschen mit erworbener Hirnschädigung handelt, sowie ein Wohnhaus für Menschen mit geistiger Behinderung, eine Beratungsstelle für Menschen mit psychischer Erkrankung, einen Berufsintegrationsservice, ein Montage- und Dienstleistungszentrum mit Druckerei und einen Eine-Welt-Laden. Am Standort Nastätten befinden sich zwei Wohnhäuser für Menschen mit Behinderung und ein Eine-Welt-Laden, am Standort Laurenburg ein Wohnhaus und eine Tagesförderstätte und am Standort Hillscheid ein CAP-Markt, der unter anderem sechs Menschen mit unterschiedlichen Beeinträchtigungen sozialversicherungspflichtige Arbeitsplätze bietet. Hinzu kommt das Hofgut Mauch in Misselberg, ein Obstbaubetrieb mit integriert-kontrolliertem Anbau.

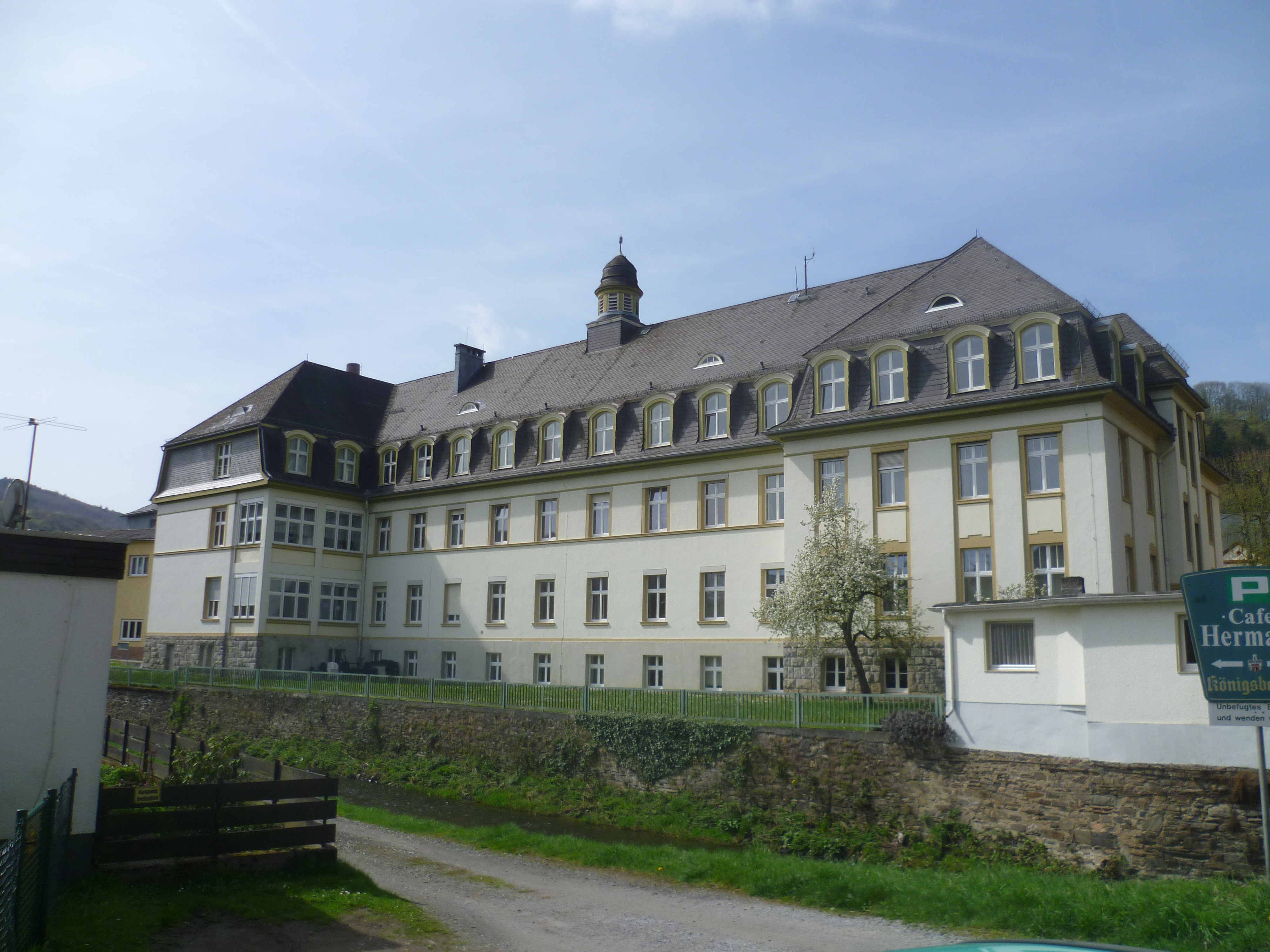
Das Haus am Bach von der Zufahrt zum Gelände her gesehen
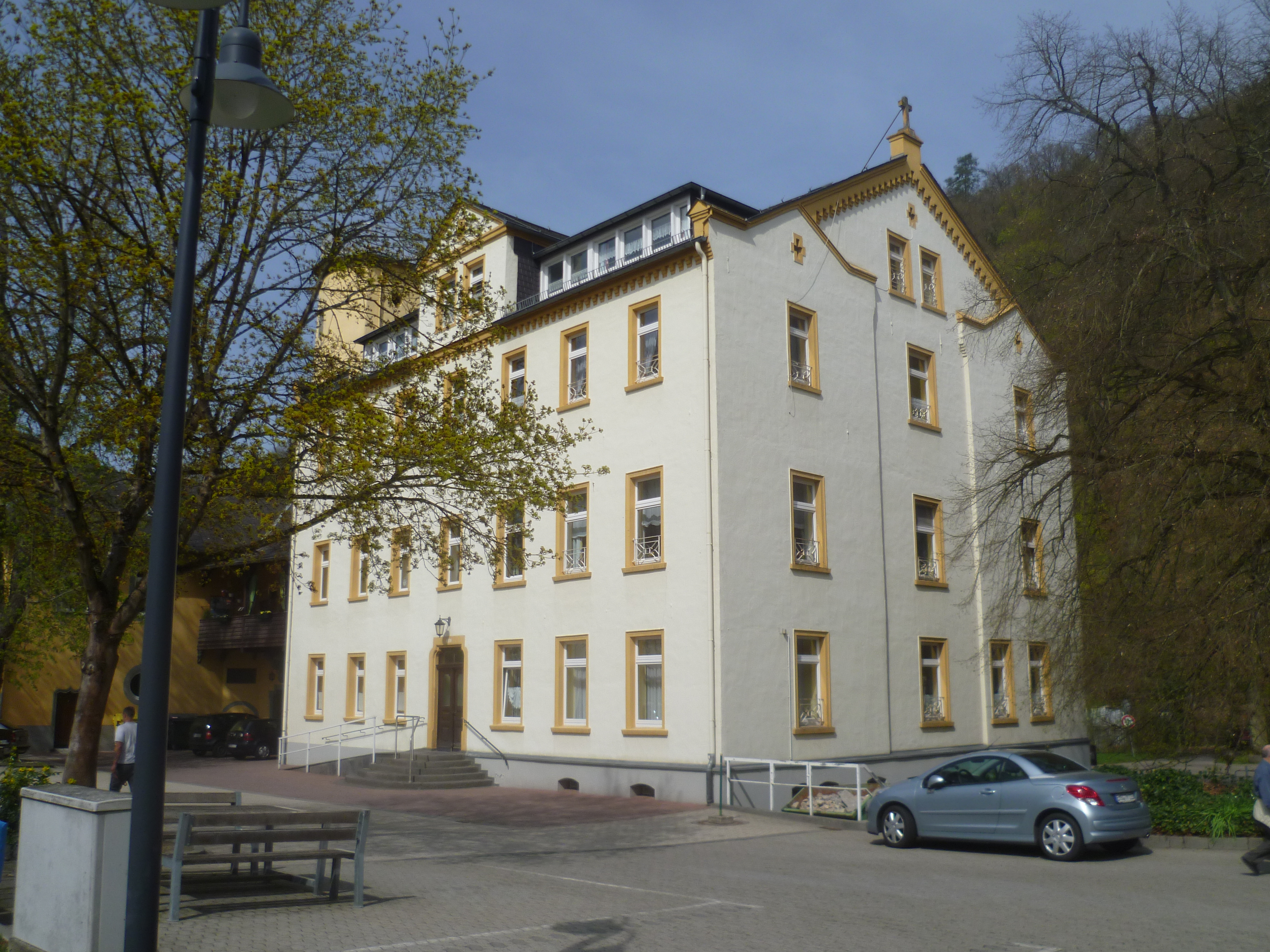
Das Weiße Haus
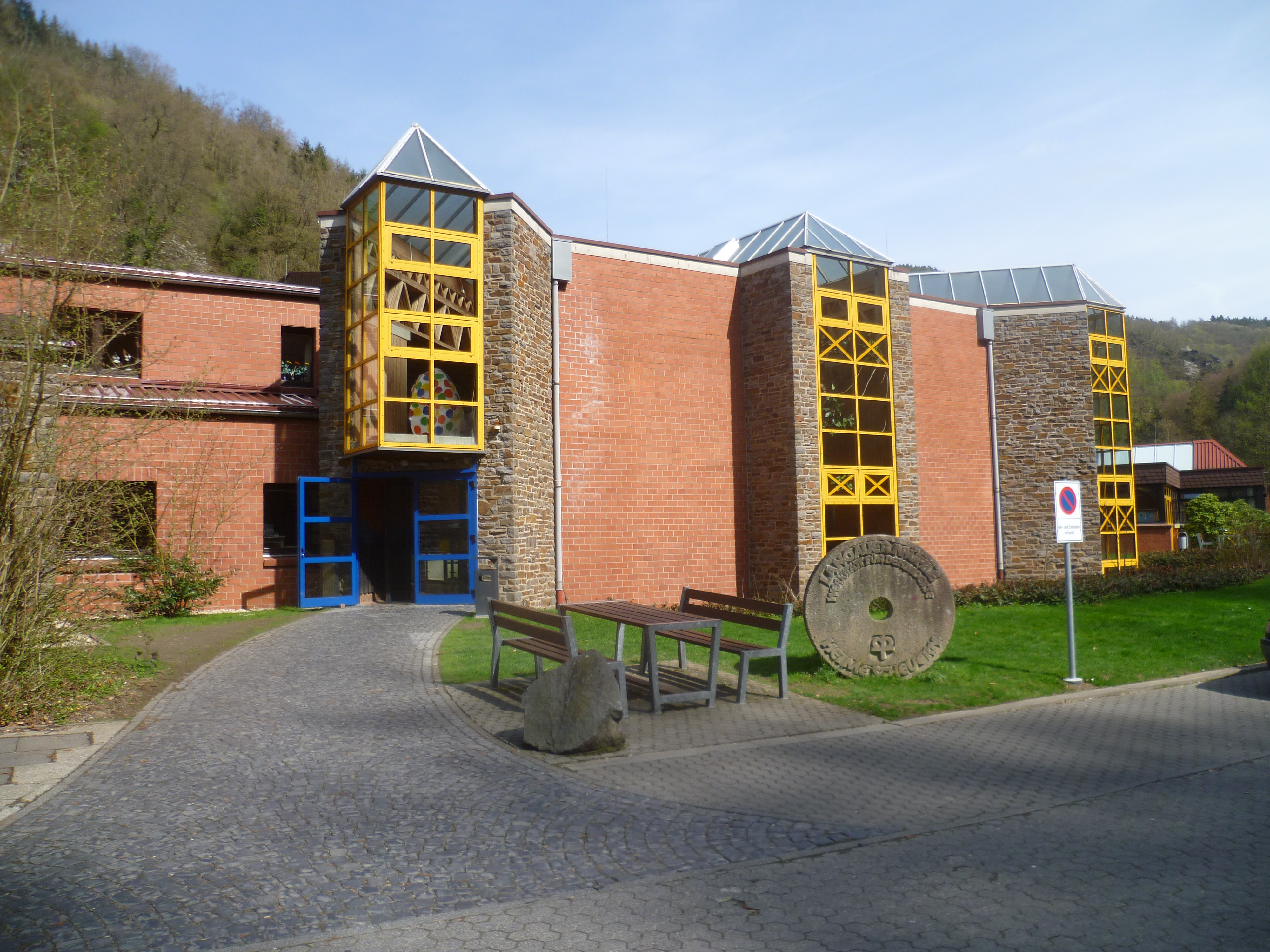
Die Langauer Mühle ist eine Werkstatt für behinderte Menschen
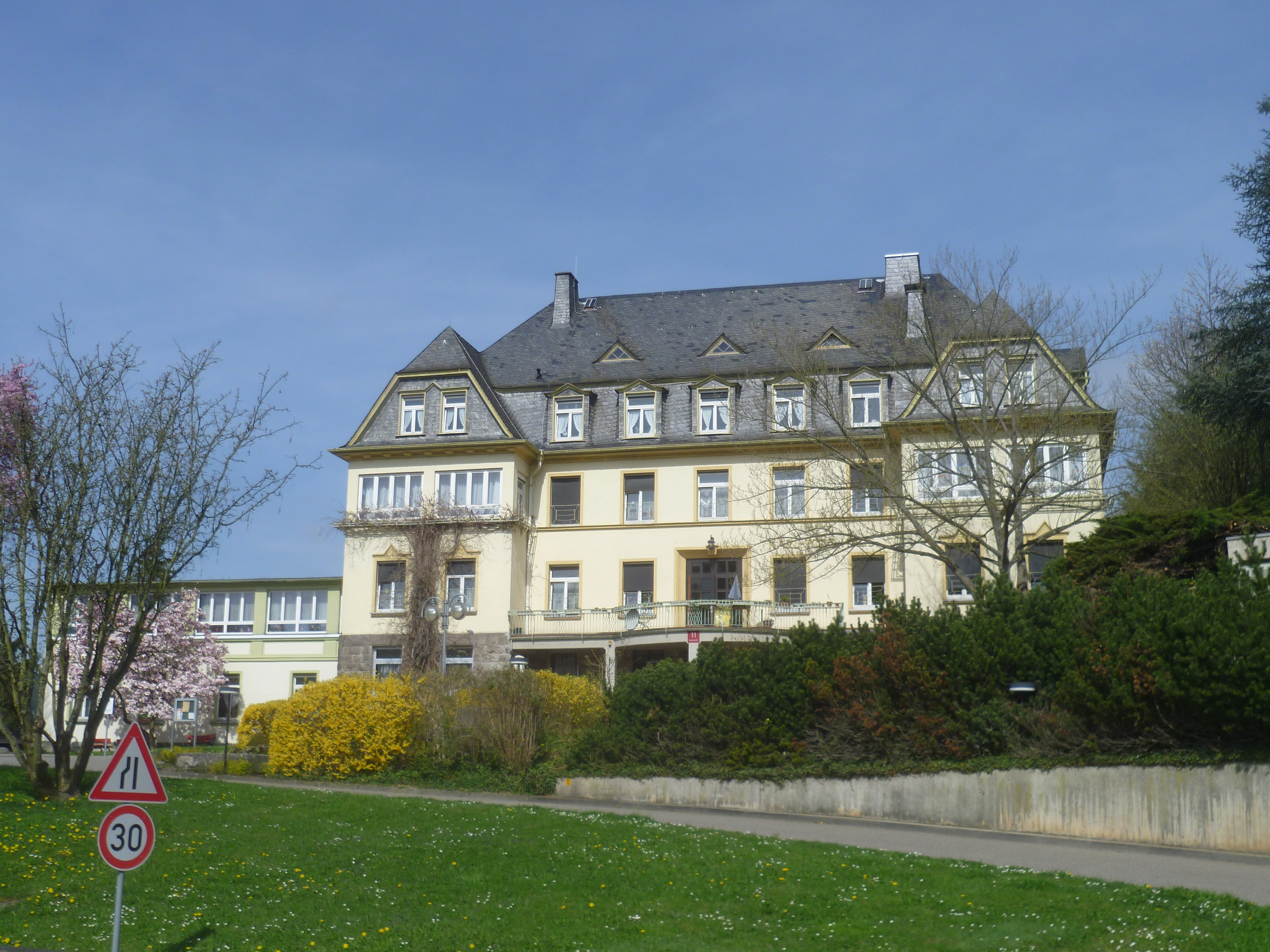
Das Haus Lahnberg (bis Januar 2012 Karl-Todt-Haus)

## Organisation
Die Stiftung Scheuern ist eine Einrichtung der Behindertenhilfe. Sie unterbreitet Angebote im Sinne von Assistenz, Begleitung und Förderung, die sich am individuellen Hilfebedarf orientieren. Zur Qualitätssicherung kommt dabei das Verfahren zur Gestaltung der Betreuung von Menschen mit Behinderung (GBM) zur Anwendung.
Die Stiftung Scheuern setzt sich dafür ein, dass Menschen mit Behinderungen am gesellschaftlichen Leben teilhaben können und ein selbstbestimmtes Leben führen.
Die Stiftung Scheuern ist Mitglied im Diakonischen Werk Hessen und Nassau e. V., im Bundesverband der Evangelischen Behindertenhilfe sowie im Bundesverband Stiftungen.
Sie bietet 650 differenzierte Wohnplätze, ergänzt durch ambulante Angebote wie das Betreute Wohnen. In der Langauer Mühle, Werkstatt für behinderte Menschen, werden circa 180 Arbeits- und Ausbildungsplätze angeboten. In der Tagesförderstätte werden Menschen betreut, die durch Art und Schwere ihrer Behinderung nicht in einer Werkstatt für behinderte Menschen tätig sein können.
Die Werkstatt für behinderte Menschen (WfbM) der Stiftung Scheuern ist seit 1977 staatlich anerkannt und seither eine wirtschaftlich selbständige Einrichtung innerhalb der Stiftung.
In den Werkstätten der verschiedenen Standorte finden rund 430 Menschen angemessene Beschäftigung im Rahmen der Teilhabe am Arbeitsleben. Zum Teil haben die Beschäftigten ihren Lebensmittelpunkt in den Wohnangeboten der Stiftung; andere suchen ihren Arbeitsplatz als Pendler auf.

## Geschichte

### Die Gründung alsRettungshaus für verwahrloste streunende Buben

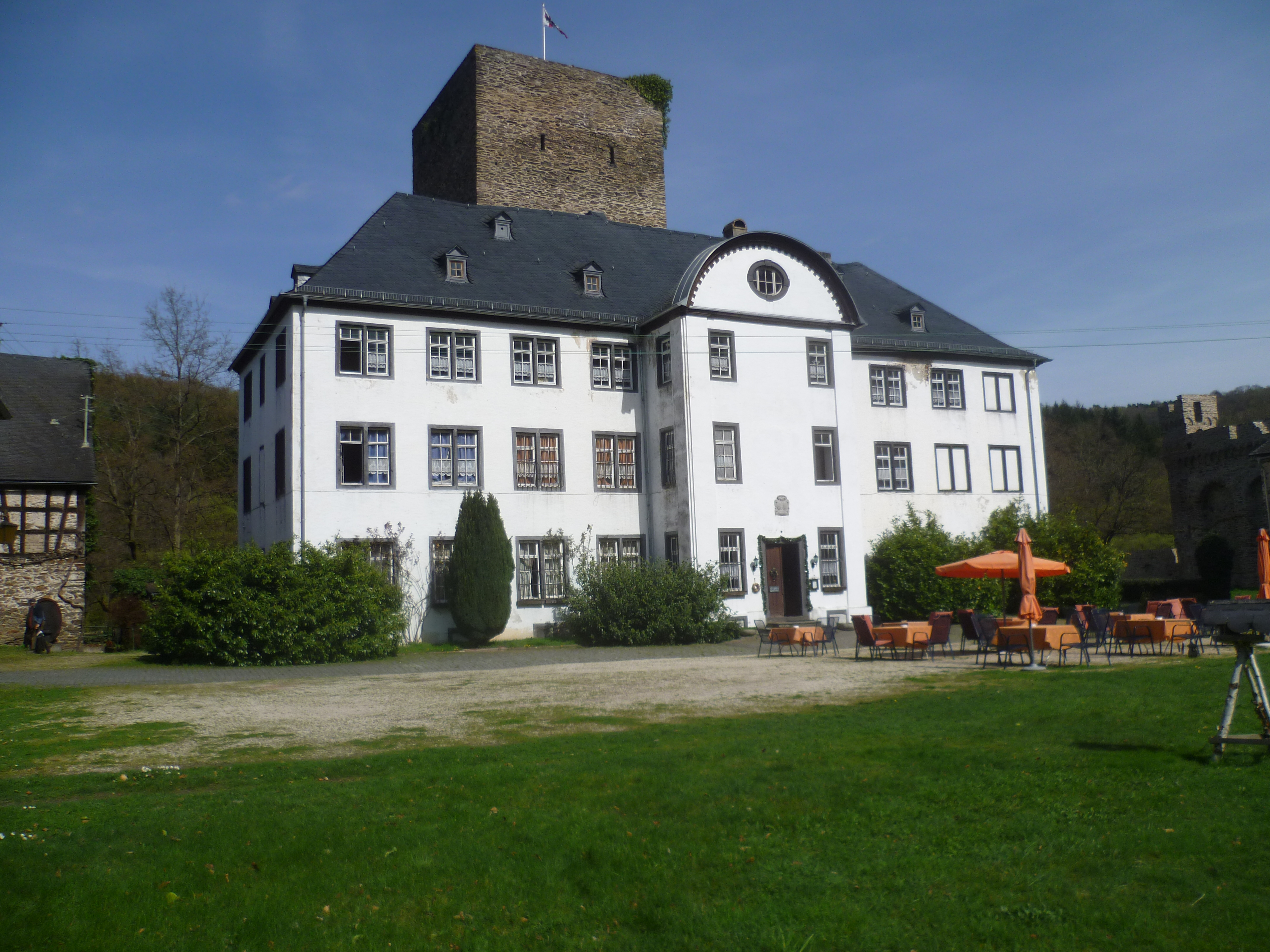
Das Schloss Langenau, das von 1851 bis 1855 als Rettungshaus diente, in seiner heutigen Darstellung

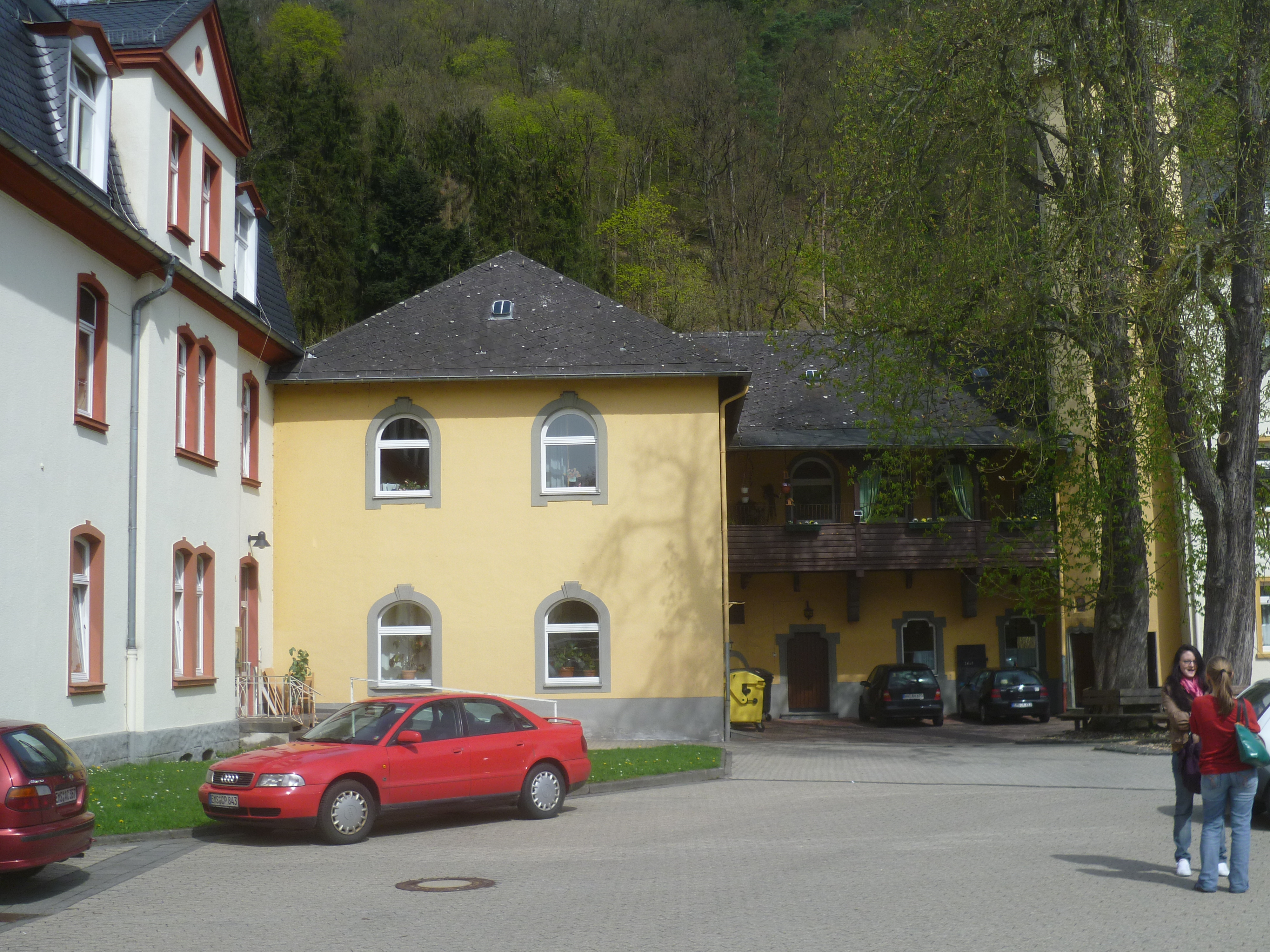
Das Schlösschen war das Ursprungsgebäude der heutigen Stiftung Scheuern

Die Mitte des 19. Jahrhunderts war geprägt von den sozialen und gesellschaftlichen Umbrüchen der Industrialisierung. Die klassischen Familienverhältnisse zerbrachen, traditionelle Dorfgemeinschaften lösten sich auf. Als Folge waren viele Kinder und Jugendliche mit Armut und Obdachlosigkeit konfrontiert. Einige Städte gründeten Rettungshäuser, um diesen „verwahrlosten Knaben“ ein Heim anzubieten und sie dort zu „tüchtigen Bürgern“ aufzuziehen.
Besonderen Anteil an der Gründung des Rettungshauses hatten der evangelische Kaplan Burchardi, der Lehrer Reichard und Gräfin Henriette von Giech. Letztere war eine Tochter des Reichsfreiherrn vom und zum Stein und wurde von Burchardi für seinen Plan der Gründung eines Rettungshauses etwa zwei Jahre nach dem 1848 abgehaltenen  1. Wittenberger Kirchentag gewonnen. Entscheidend für die Geschichte der Heime Scheuern war dieser Kirchentag, da Johann Hinrich Wichern dort einen Vortrag hielt und für die Gründung von Rettungshäusern warb. Beeindruckt von diesem Vortrag betrieb Burchardi die Gründung eines solchen Hauses in Nassau. Aus Wicherns Vortrag resultierte 1848 ferner die Gründung des Centralausschusses für Innere Mission, einer Dachorganisation für viele vergleichbare Organisationen und Initiativen.
Es gründete sich ein Verein mit dem Ziel, das Rettungshaus einzurichten und zu betreiben und dafür Spenden zu sammeln. Der Lehrer H. Reichard, ein Freund Burchardis, stellte sein Schulhaus in Hömberg als Unterkunft zur Verfügung, in das am 18. Oktober 1850 der erste Junge einzog.
Schon im Folgejahr ermöglichte Gräfin von Giech den Umzug des Rettungshauses in das Schloss Langenau zwischen Obernhof und Nassau. Die notwendigen Baumaßnahmen hatte Eduard Zais geleitet.
1865, zwanzig Jungen waren inzwischen im Rettungshaus beheimatet, starb die Gräfin von Giech. Im gleichen Jahr gelang es dem Verein, das Schlösschen in Scheuern mitsamt einer Mühle und einigem Grundbesitz zu erwerben. Das Schlösschen, Kerngebäude der Heime Scheuern, basiert auf einer kleinen Wasserburg, die 1596 für die Gräfin Maria von Nassau-Idstein als Witwensitz errichtet wurde. Von 1607 an bewohnte sie dieses Schloss. Der Verein musste sich für diese Erwerbungen erheblich verschulden, was die Arbeit deutlich erschwerte. Der Vereinsvorstand bat Johann Hinrich Wichern um Hilfe. Dieser entsandte einen seiner erfahrensten Mitarbeiter nach Scheuern, Moritz Desiderius Horny.

### Vom Rettungshaus zurAnstalt für Blödsinnige

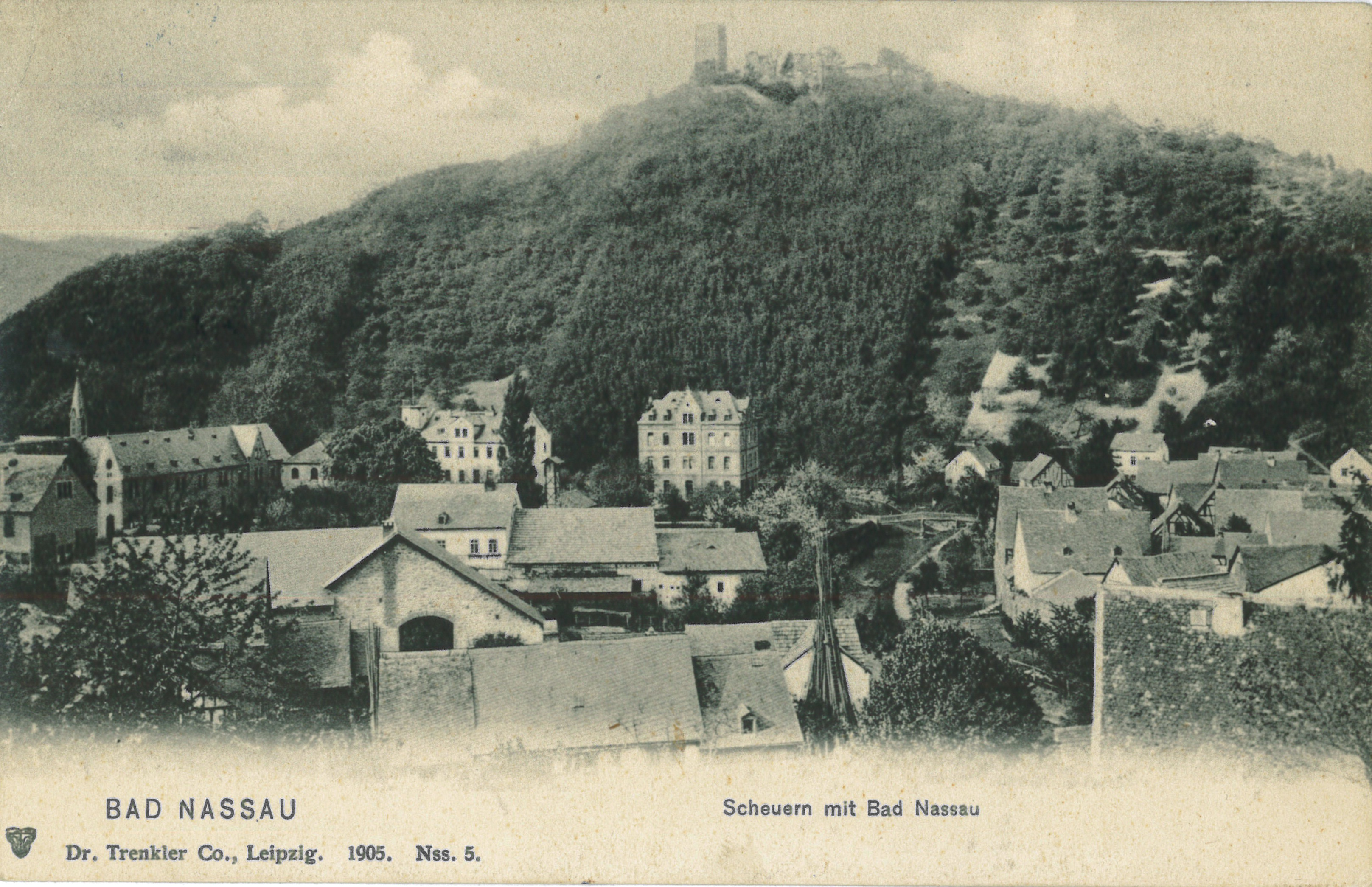
Auf dem Bild von 1905 sind im linken Bildteil die Heime Scheuern zu sehen. Klar wahrnehmbar ist, dass einige Anlagenteile noch nicht erbaut wurden. Auf dem Berg die Burg Nassau.

Von 1863 an fungierte Horny als Hausvater. Unter dem Eindruck, dass sich im Regierungsbezirk Wiesbaden einige Rettungshäuser entwickelt hatten und faktisch ein Überangebot vorlag, es aber keine einzige Einrichtung für geistig behinderte Menschen gab, wurde die Ausrichtung der Einrichtung verändert.
Die zweite Hälfte des 19. Jahrhunderts stand im Zeichen eines sozialen Umbruchs. So wuchs infolge von Landflucht im Zeitraum zwischen 1871 und 1910 die Bevölkerung Frankfurts um 355 %, Wiesbadens um 207 % und Offenbachs um 148 %. Für die meist am Existenzminimum lebenden Arbeiterfamilien bedeutete die Unterbringung behinderter Familienmitglieder in einer Anstalt eine erhebliche Erleichterung, zumal durch die Änderung des Unterstützungswohnsitzgesetzes ab 1892 der Landeshauptmann die Kosten der Unterbringung übernahm.
Von 1869 an wurden als Aufgaben festgelegt, zum einen „bildungsfähige Blödsinnige“ zu erziehen und zu heilen, zum anderen „bildungsunfähige Blödsinnige“ zu pflegen und zu verwahren. Explizit wurde in den Statuten von 1872 festgehalten, dass es sich bei den Heimen Scheuern um eine evangelische Einrichtung handelte und sich daher alle Mitarbeiter auch zur evangelischen Konfession bekennen mussten. Demgegenüber wurden auch Zöglinge anderer Konfessionen aufgenommen, die gemäß ihrer Konfession religiös unterwiesen wurden.

### Entschuldung und Ausbau

Die Anlage in einer Darstellung von 1907. Die freie Fläche an der linken unteren Ecke ist heute durch die Anstalt bebaut, wie auch der Berg, von dem aus das Foto aufgenommen wurde.

Eine besondere Leistung Hornys war die Entschuldung der Anstalt, die von 1878 auch einen eigenen Anstaltsarzt beschäftigte. Gleichzeitig wurde sie kontinuierlich erweitert. Zwischen 1870 und 1886 wurden 1225 Aufnahmeanträge gestellt, von denen 807 aufgrund von Platz- und Personalmangel abgelehnt werden mussten. Um dieser Nachfrage zu begegnen, wurden 1875 das Knabenhaus (heute Altes Haus) und 1888 die Langauer Mühle hinzugekauft. Auch Neubauten wurden veranlasst: 1886 das Mädchenhaus (heute Weißes Haus) und 1895 das Rote Haus (heute Haus Bodelschwingh).
Parallel hierzu wurden Arbeits- und Werkstätten eingerichtet, die sowohl zu schulischen als auch zu wirtschaftlichen Zwecken genutzt werden konnten. Unter anderem gab es eine Schreinerei, eine Korbflechterei, eine Schneiderei, eine Strohflechterei und eine Bäckerei. Auch Viehzucht und Landwirtschaft waren ein wesentlicher Faktor der wirtschaftlichen Basis der Heime Scheuern.
Entscheidend für die Heime Scheuern wie auch für viele andere Anstalten vergleichbarer Art war die Änderung des Unterstützungswohnsitzgesetzes ab 1892, da von diesem Zeitpunkt an der Landeshauptmann die Kosten der Unterbringung behinderter Familienmitglieder übernahm. Dies festigte die wirtschaftliche Basis deutlich und machte die Anstalt unabhängiger von Spenden.
Verstärkter staatlicher Kontrolle war ab Beginn des 20. Jahrhunderts der Schulbetrieb ausgesetzt. 1902 wurde erstmals ein Lehrplan ausgearbeitet, wie er regierungsseitig gefordert wurde. Von 1905 an wurde der Name Anstalt Scheuern verwendet.

### Der Erste Weltkrieg und die Folgejahre
Die Jahre des Ersten Weltkriegs von 1914 bis 1918 waren sehr schwierig, da die öffentlichen Zuschüsse drastisch sanken, während die Kosten für die Nahrungsmittelversorgung stiegen. Die Existenz der Anstalt war trotz der Aufnahme von Krediten gefährdet. Mangelernährung herrschte vor und die Sterblichkeitsrate der Bewohner stieg deutlich.
Von 1919 an nannte sich die Anstalt Erziehungs- und Pflegeanstalt für Geistesschwache Scheuern. Da im Krieg die Belegung des Heims stark zurückgegangen war, wurde 1920 in der Langauer Mühle ein Kindererholungsheim für die Stadt Offenbach eingerichtet. 1927 zog dieses Erholungsheim auf den Lahnberg um. Am 29. Oktober 1920 verstarb Direktor Karl Todt. Die Leitung übernahm sein Sohn Karl Todt jun.
1928 wurde der erste ausgebildete Sonderschullehrer eingestellt. Die Anstalt gliederte sich 1931 in vier Bereiche: das Heim für schwer erziehbare Kinder, das Pflegeheim Langau für ältere Behinderte, die Bildungsanstalt für geistig zurückgebliebene und epileptische Knaben und Mädchen mit Schule, Werkstätten und dem landwirtschaftlichen Lehrlingsheim am Hof Mauch und dem Erholungsheim auf dem Lahnberg.

### Die Heime Scheuern im Nationalsozialismus

#### Entkonfessionalisierung und Gleichschaltung
Als Einrichtung der Inneren Mission war der unmittelbare Zugriff der staatlichen Stellen auf die Anstalt Scheuern vorerst nicht möglich. Während andere Anstalten wie beispielsweise der Kalmenhof in Idstein sehr rabiat und schnell übernommen wurden, dauerte dies bei den Einrichtungen der Inneren Mission länger. Trotzdem war der Einfluss des Nationalsozialismus auch schon in der Zeit vor der faktischen Übernahme zu spüren. Zwangssterilisationen wurden durchgeführt, Wehrsportübungen und freiwillige Arbeitsdienste organisiert; die Erziehungsarbeit richtete sich nach dem Vorbild eines Arbeitslagers, die Strafen für Verstöße gegen die Anstaltsordnung nahmen deutlich zu.
1937 meldete Landeshauptmann Wilhelm Traupel, Vorsitzender des Landesfürsorgeverbandes, den Anspruch auf die Führerschaft aller Einrichtungen an, in denen Menschen auf Kosten seiner Behörde untergebracht waren. Als er in der Anstalt Scheuern auf Widerstand traf, drohte er damit, ein der Anstalt gewährtes Darlehen zu kündigen und alle Bewohner zu verlegen, deren Unterbringung seine Behörde bezahlte. Eine solche Maßnahme hätte wahrscheinlich den wirtschaftlichen Ruin der Anstalt Scheuern bedeutet.
Es wurde eine neue Satzung, basierend auf dem Führerprinzip, verabschiedet, das Vorstandsgremium abgeschafft und durch einen Einzelvorstand, den Fürsorgereferenten und SS-Hauptsturmführer Fritz Bernotat, ersetzt. Anstaltsleiter blieb Karl Todt.
Geprägt war dieser Führungswechsel von der Entscheidung des Vorstandes der Anstalt, sich der Weisung des Centralausschusses zu widersetzen und eigenmächtig eine Satzungsänderung zu veranlassen. Todt begründete diese Entscheidung unter anderem mit dem Hinweis auf die finanzielle Abhängigkeit, den drohenden Verlust der Arbeitsplätze und Schaden für die Bewohner durch eine potentielle Entwurzelung. Vermutet wird, dass sich Todt, der im selben Jahr in die NSDAP eintrat, von dieser Konstellation selbst auch Vorteile für seine persönliche Handlungsfreiheit versprochen hatte.
Mit den Heimen Scheuern wurde so ein Präzedenzfall geschaffen, der den Centralausschuss der Anstalten der Innern Mission dazu veranlasste anzuweisen, dass künftig die Verhandlungen mit den Behörden durch den Centralausschuss zu führen seien. Gleichartige Übernahmen konnten so an den Anstalten Hephata in Treysa und Nieder-Ramstadt verhindert werden, auch wenn dies mit ausgeprägten wirtschaftlichen Verlusten durch den Abzug der staatlich untergebrachten Kranken verbunden war.

#### Zwangssterilisationen
Schon vor der „Machtergreifung“ der Nationalsozialisten und der Einführung des Gesetzes zur Verhütung erbkranken Nachwuchses (GzVeN) forderten auch Ärzte konfessioneller Anstalten ein Gesetz, das die Sterilisierung bestimmter behinderter Menschen erlaubte. Zu diesen gehörten auch Anstaltsarzt Anthes und Direktor Todt.

„Wie freudig begrüßten wir, die wir seit 83 Jahren an den geistesschwachen und epileptischen Menschenkindern nach dem Auftrag unseres Heilandes arbeiten, die rassepflegerischen Maßnahmen unseres Führers, die sind, die Übel von den Wurzeln an zu bekämpfen […] Deshalb begrüßen wir das Gesetz über die Sterilisierung, das heißt Unfruchtbarmachung zum Zwecke der Verhütung erbkranken Nachwuchses, an dessen Grundlagen wir mit unseren Erfahrungen mitbauen durften […] Wenn auch der Erfolg dieser Maßnahmen sich erst in Generationen auswirken wird, so danken wir es dem Führer aus tiefster Erkenntnis, dass er mit seinen Gesetzen Saat auf Hoffnung sät, aus der ein gesundes großes Deutsches Volk erwachsen möge. Gott wird dieses Wollen segnen, weil es getragen ist von der Liebe zum Nächsten!“

Von 1934 an, also vor der faktischen Übernahme durch die nationalsozialistische Verwaltung, wurden in den Heimen Scheuern Zwangssterilisationen durchgeführt. Mindestens 110 Bewohner wurden dabei in den Jahren 1934 bis 1938 geschädigt. Über das Ausmaß an Zwangssterilisationen in den Folgejahren lassen sich wegen mangelhafter Aktenlage keine Aussagen mehr treffen. Zu vermuten ist einerseits, dass die Zahl der Zwangssterilisationen stark zurückgegangen war, und andererseits, dass die inzwischen eingeübte Praxis nicht mehr erwähnenswert erschien.
Dabei waren im Wesentlichen drei Krankenhäuser für die Sterilisationen zuständig: das Henrietten-Theresien-Stift in Nassau, das Diakonissenheim in Bad Ems und die Landesheilanstalt in Herborn.

#### Der Zweite Weltkrieg
Der Zweite Weltkrieg wirkte sich unmittelbar auf das Leben und den Alltag in Scheuern aus. So wurden Teile der Anstalt Scheuern im Krieg als Lazarett für verwundete deutsche Soldaten genutzt, was zu räumlicher Enge führte. Zudem wurde die Versorgung mit Nahrungsmitteln so desolat, dass einige Soldaten ihre Rationen mit den Heimbewohnern teilten, um deren Leid zu mindern.
Mit dem Fortschreiten des Krieges wurden mehr und mehr Heimbewohner in der Kriegsproduktion eingesetzt. Zöglinge arbeiteten unter anderem in der Nieverner Hütte, bei Gebrüder Lotz Wagen- und Karosseriebau in Bad Ems, in der Gitter- und Torefabrik Jean Holler in Bad Ems, bei Buderus in Staffel und bei der Reichsbahn in Niederlahnstein.
Am 1./2. Februar sowie am 19. März 1945 wurde Nassau von schweren Luftangriffen getroffen. Zöglinge der Anstalt halfen bei der Bergung von vermissten Soldaten, die seinerzeit im Kurhaus untergebracht waren, das als Lazarett diente.
Das Ende des Zweiten Weltkriegs kam für die Anstalt am 27. März 1945, als Truppen der US-Armee von Süden über Scheuern nach Nassau vorstießen. Sie erschossen hierbei einen Pflegling, der gerade mit Grabarbeiten auf dem Friedhof beschäftigt war. Der Getötete war einer derjenigen, die dem ersten Transport am 18. März 1941 entkommen konnten. Er war der letzte Tote in der Anstalt Scheuern während der Zeit des Nationalsozialismus.

#### Die Heime Scheuern als Zwischenanstalt

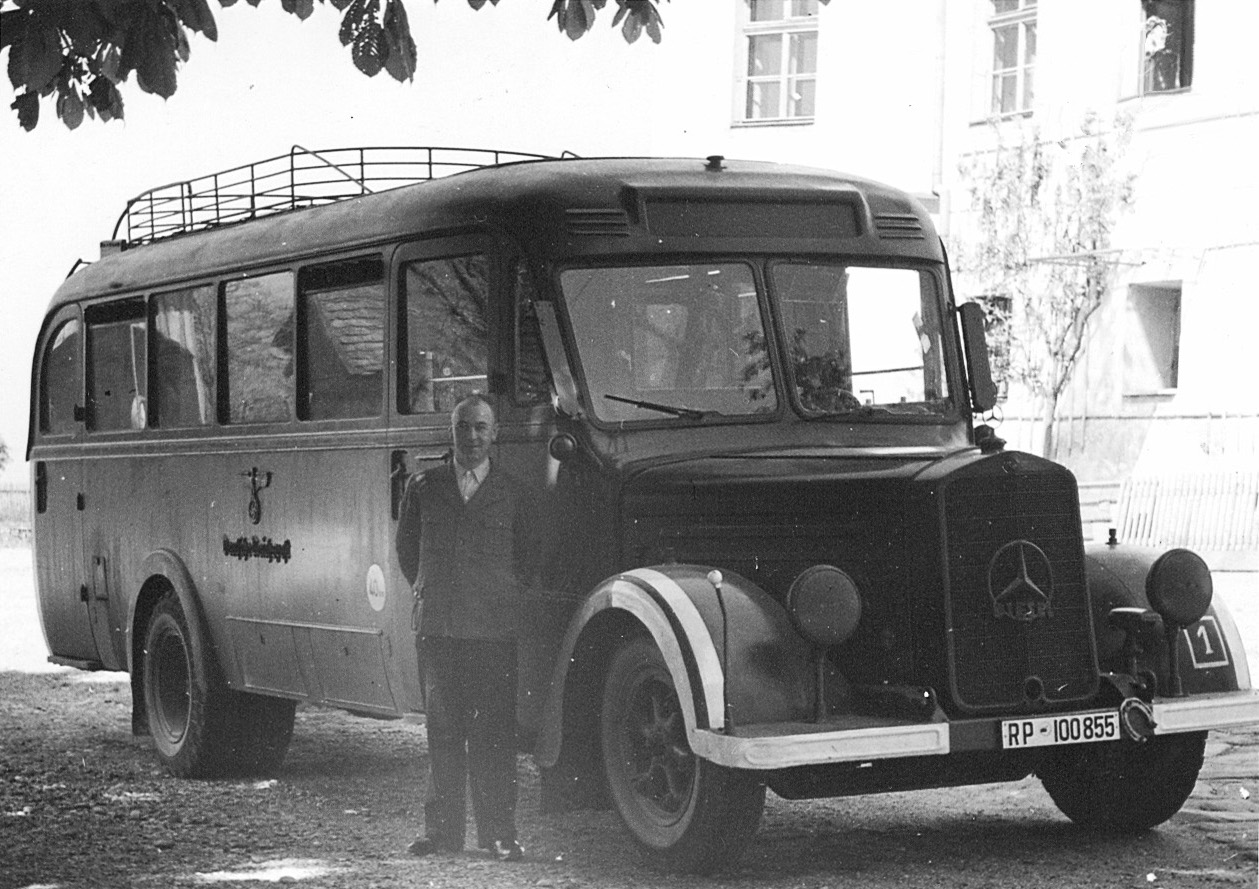
Gekrat-Bus

Ab Ende 1939 wurden im Rahmen der Aktion T-4 verschiedene Heil- und Pflegeanstalten zu Tötungsanstalten umgebaut. Dort wurden „unnütze Esser“ unter anderem durch Vergasen massenhaft vernichtet. Die Anstalt Scheuern war Zwischenanstalt der Tötungsanstalt Hadamar wie u. a. auch die Anstalten in Andernach, Eichberg in Eltville am Rhein, das Klinikum Weilmünster und der Kalmenhof in Idstein. In Hadamar wurden ab Januar 1941 Tötungen durchgeführt. Funktion der Zwischenanstalten war die „Zwischenlagerung“ der für Hadamar bestimmten Transporte. Das heißt, es sollte sichergestellt werden, dass nur so viele Opfer angeliefert wurden, wie unmittelbar darauf ermordet werden konnten. Sie wurden mit sogenannten Gekrat-Bussen und auch mit der Reichsbahn verlegt.
Von Mitte 1940 an wurden auch an die Anstalt Scheuern Meldebögen zur Selektion verteilt, mit denen die Zöglinge erfasst wurden und die danach an den Reichsausschuß zur wissenschaftlichen Erfassung von erb- und anlagebedingten schweren Leiden zurückgeschickt wurden. Dort wurde dann über Leben und Tod entschieden.
Am 18. März 1941 erfolgte der erste Transport von 38 Menschen in die Anstalt Arnsdorf. Ursprünglich war der Transport von 50 Menschen geplant. Als aber die Zusammenstellung erfolgte, stellte sich heraus, dass nur 23 verfügbar waren. So wurden ad hoc 15 weitere Menschen ausgewählt. 31 dieser Menschen wurden schon wenige Tage nach ihrer Ankunft in die Tötungsanstalt Pirna-Sonnenstein transferiert, wo sie vergast wurden. Ihre Tötung wurde sogar gefilmt.
Bis 23. Juli 1941 folgten neun weitere Transporte, allesamt mit dem Ziel Hadamar. Insgesamt wurden mit diesen Transporten 658 Menschen der Ermordung zugeführt. Während der Transport nach Arnsdorf und die ersten vier Transporte nach Hadamar ausschließlich Stammbewohner der Anstalt Scheuern umfassten, wurden mit den anderen fünf Transporten überwiegend sogenannte „Zwischenanstaltspatienten“ deportiert.
Am 24. August 1941 gab Adolf Hitler die mündliche Weisung, die Aktion T-4 zu beenden und die „Erwachseneneuthanasie“ in den sechs Tötungsanstalten einzustellen. Diese Weisung beruhte auf den öffentlichen Protesten gegen diese Aktion. Die „Kinder-Euthanasie“ wurde jedoch fortgesetzt, ebenso die dezentrale Tötung behinderter Erwachsener in einzelnen Heil- und Pflegeanstalten.
In der Folge dieser Weisung gab es im Jahr 1942 nahezu keine Verlegungen in Scheuern, obwohl noch rund 300 Zwischenpatienten hier einquartiert waren. Anfang 1943 begannen die Verlegungen erneut. Bis 1945 wurden weitere 717 Menschen nach Hadamar transportiert, von denen 651 meist schon kurz nach ihrer Ankunft dort verstarben.
In weiteren Anstalten wurden sogenannte Kinderfachabteilungen eingerichtet. Im Bereich des Bezirksverbands Hessen-Nassau betraf dies die Anstalten Eichberg und Kalmenhof. Getötet wurde nun nicht mehr durch Vergasungen, sondern durch Medikamentenvergiftungen und gezieltes Verhungern lassen. So ist für die Jahre 1943 bis 1945 bekannt, dass von 141 von Scheuern an den Kalmenhof verlegten Kindern 88 dort ums Leben kamen.
Aber auch in Scheuern selbst verstarben 153 Menschen aus den Zwischentransporten, von denen 129 auf dem lokalen Friedhof bestattet sind. Hunger, Kälte, medizinische Unterversorgung und lediglich notdürftige Betreuung waren die Ursachen für die hohe Sterblichkeit. Dokumentiert ist in diesem Zusammenhang in der Anstalt Scheuern auch die Verwendung eines sogenannten Klappsarges, einer Sargkonstruktion, die aufgrund der Häufigkeit der Sterbefälle mehrfach Verwendung finden konnte.

#### Widerstand
Direktor Todt versuchte regelmäßig einige langjährige Bewohner der Heime vor dem Abtransport zu bewahren, indem er sie unter anderem in der Anstalt versteckte oder bei Bauern unterbrachte, die deren Arbeitskraft in der Erntezeit benötigten. Mehrfach wurden durch ihn Angehörige von Bewohnern vor einer anstehenden Deportation gewarnt, sodass eine Entlassung vor der Abholung arrangiert werden konnte. Allerdings kam es in diesem Rahmen auch vor, dass Familien die Aufnahme der Zöglinge verweigerten. In einigen Fällen wurden Zöglinge sogar zu Anstaltsmitarbeitern gemacht, um die Deportation zu verhindern. Vom Transportleiter wurden in solchen Fällen aber häufig andere Bewohner zur Deportation ausgewählt.
Heute ist davon auszugehen, dass die Zentraldienststelle T4 den Anstaltsleitern hier stillschweigend einen gewissen Handlungsspielraum einräumte. Durch dieses Zugeständnis wurde die Kooperation vieler Anstaltsleiter gefördert und offener Widerstand verhindert. Tatsache ist aber, dass in Scheuern selbst deutlich weniger Menschen starben als in anderen Anstalten vergleichbarer Größe, die Hadamar als Zwischenanstalt zugeordnet waren.

### Nachkriegszeit
Todt und Anthes wurden nach Kriegsende durch die französischen Besatzungsbehörden verhaftet. Es folgten zwei Verfahren, zunächst am Landgericht Koblenz, in der Berufung am Oberlandesgericht Koblenz. In diesen Verfahren wurden beide rechtskräftig freigesprochen. Erstinstanzlich hielt das Gericht fest, dass die beiden Angeklagten objektiv und subjektiv Schuld auf sich geladen hätten, ihr Handeln aber bestimmt war von dem Willen, noch größeres Unheil abzuwenden. Zweitinstanzlich wurde das Verstecken von Opfern als subversive Tätigkeit gegen die Verbrechen gewertet, während mehr nicht möglich gewesen sei.
Nach dem Krieg wurde im Vorstand die weitere Ausrichtung der Anstalt grundlegend diskutiert. Die Frage war, ob man sich in der Erziehungsarbeit wieder an den evangelisch-christlichen Grundsätzen orientieren solle, oder ob allgemeine Wohlfahrtspflege betrieben werden solle. In der Satzung von 1947 wurde die Bindung an die Diakonie und die Evangelische Kirche abschließend klar betont. Mit dieser Satzung wurde der Name Heilerziehungs- und Pflegeanstalt Scheuern geprägt.
1956 wurde die mit 430 Plätzen seinerzeit in Rheinland-Pfalz größte Sonderschule für Lernbehinderte an den Heimen Scheuern eingeweiht, die Wichernschule. 1959 folgte die Einweihung des Horny-Hauses. Das Erholungsheim für Kinder auf dem Lahnberg wurde allerdings 1961 geschlossen.
Am 21. Februar 1962, ein halbes Jahr nach dem Tod seiner Frau Marie, verstarb Karl Todt jun. im Alter von 75 Jahren.

### Die Ära Fischer
Am 1. Dezember 1963 trat Bernhard Fischer die Nachfolge von Werner Stöhr als Direktor an. Geprägt wurden die 1960er und 1970er Jahre in den Heimen Scheuern von den gesetzlichen Neuerungen, die in dieser Zeit in der Bundesrepublik bezüglich des Lebens und der Arbeit in Heimanlagen eingeführt wurden. Zu nennen sind hier das Heimgesetz, das Schwerbehindertengesetz, das Bundessozialhilfegesetz und die Heim-Mindestbauverordnung. Definiert wurden unter anderem Mindeststandards in Bezug auf den Personalschlüssel und die allgemeine Wohnsituation. In den Heimen machte dies die Ausbildung zu qualifizierten Mitarbeitern notwendig, weswegen ab 1964 ein interner Ausbildungskurs angeboten wurde, der 1967 von der Ausbildung zum Heilerziehungshelfer abgelöst wurde. Parallel wurden die Plätze reduziert.
1973 war so die Anzahl der Angestellten auf 310 gestiegen und hatte sich somit im Vergleich zu 1963 mit 158 Angestellten nahezu verdoppelt. Im gleichen Zeitraum sank die Zahl der Heimbewohner von 847 auf 691.
1966 wurde erstmals eine Mitarbeitervertretung gewählt. 1970 erfolgte eine weitere Umbenennung in Heilerziehungs- und Pflegeheime Scheuern.
Kontinuierlich wurden die baulichen Anlagen erweitert und neue Wohnmöglichkeiten geschaffen. Von 1975 an wurde das Schloss Laurenburg als Wohnheim für ältere Menschen gepachtet. Umfangreiche Neubauten erfolgten 1967 mit dem Buchardihaus auf Hof Mauch, den Wohnheimen Lahnberg 1977 und den Wohnheimen am Schimmerich 1984.
In den 1970er Jahren fand eine erneute Profiländerung der Anstalt statt, da in Rheinland-Pfalz ein flächendeckendes System von Sonderschulen eingerichtet wurde. Entsprechend war ein starker Rückgang der Aufnahmeanträge von Kindern und Jugendlichen mit Lernbehinderungen zu verzeichnen. Der Schwerpunkt der Tätigkeit verlagerte sich so auf die Begleitung praktisch bildbarer und schwerstbehinderter Menschen.
In der Folge musste die Wichernschule 1985 geschlossen werden. Demgegenüber wurden umfangreich angemessene Arbeitsplätze geschaffen. 1982 wurde die Langauer Mühle mit 180 Arbeitsplätzen eingeweiht, 1994 folgte die Einweihung der WfbM in Singhofen. 1995 wurde das Haus Rosengarten eingeweiht.

### Aufarbeitung der Vergangenheit

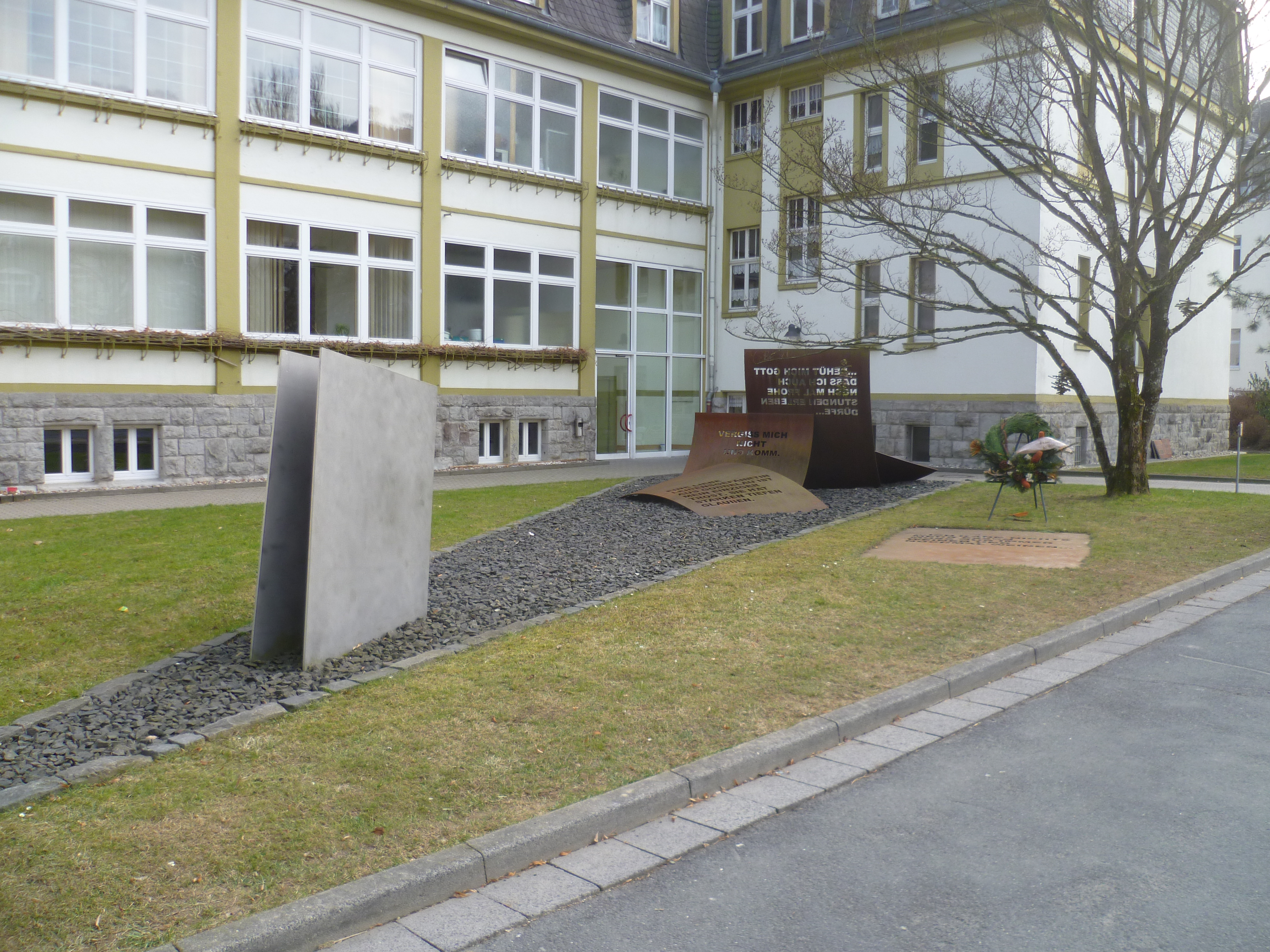
Mahnmal für die Euthanasieopfer der Stiftung Scheuern

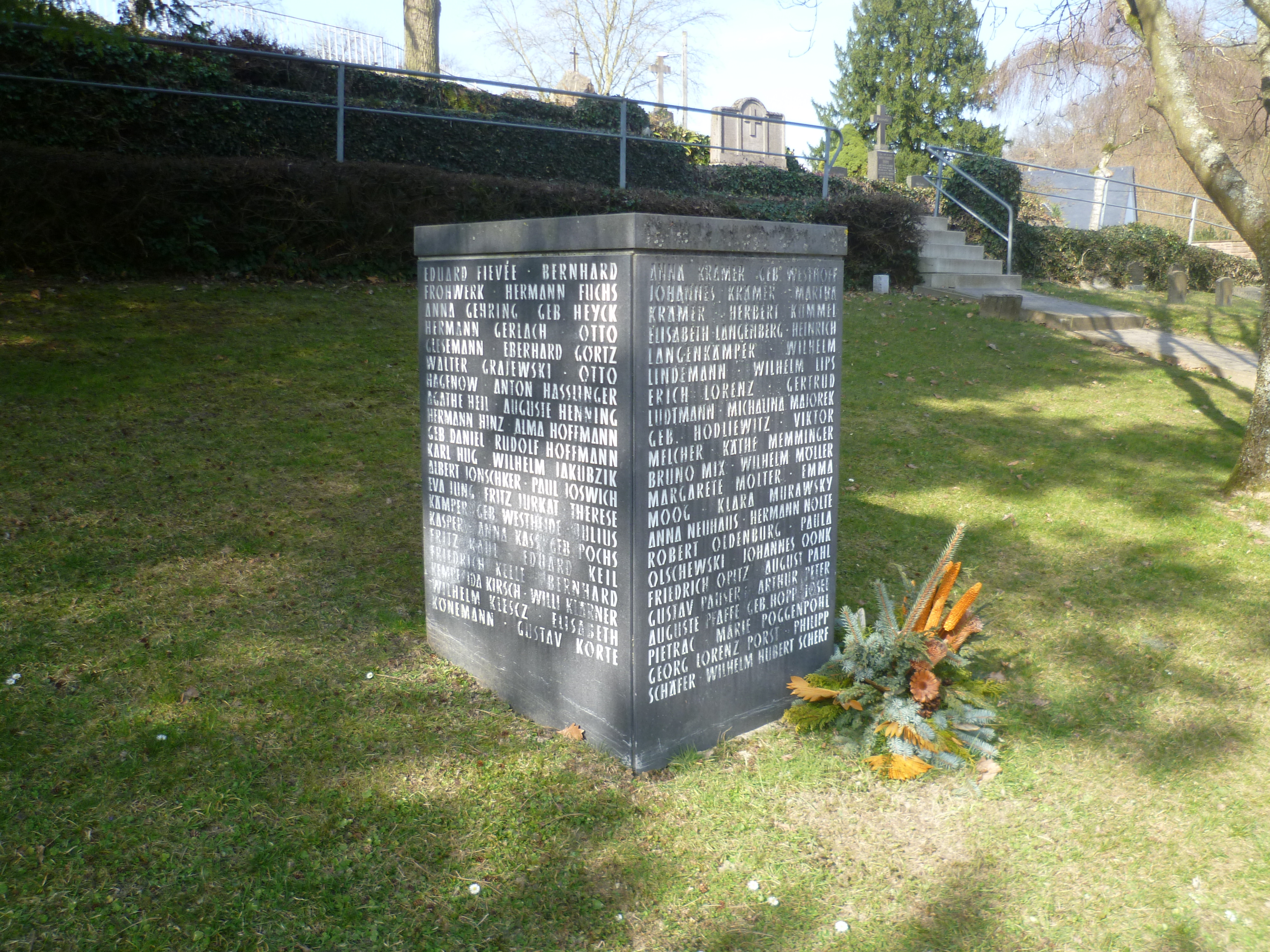
Gedenkstätte für die 129 Opfer, die in den Heimen Scheuern starben und auf dem örtlichen Friedhof begraben liegen

Bis zu einer bewussten Auseinandersetzung mit der nationalsozialistischen Vergangenheit und einem institutionalisierten Gedenken dauerte es in den Heimen Scheuern lange – länger als in den meisten vergleichbaren staatlichen oder diakonischen Anstalten. Vielmehr galten die Heime Scheuern in Forscherkreisen sogar ihre Vergangenheit betreffend als sehr verschwiegen. Verdeutlicht wird dies in den Aussagen von Ute Daub und Ernst Klee bei einem Symposium des Hessischen Landtags am 25. Oktober 1995.
Bewusst verleugnet wurde die nationalsozialistische Vergangenheit indes nicht – sie wurde nur nicht thematisiert. So ging bereits eine Filmdokumentation von 1952/53 auf die Rolle der Heime Scheuern ein. In den 1960er Jahren wurden auf dem Friedhof Holzkreuze für die 130 Opfer aufgestellt, die in der Aufenthaltszeit in den Heimen starben und auf dem Friedhof begraben wurden. Diese Kreuze verrotteten allerdings mit der Zeit, wurden abgeräumt und nicht ersetzt.
Ab Mitte der 1980er Jahre mehrten sich Anfragen von Forschern zum Schicksal von nach ihrem Zwischenaufenthalt verlegten Patienten. Bei nachgewiesenem wissenschaftlichen Interesse gewährten die Heime Einsicht in ihre Hauptbücher. Allerdings teilte Direktor Fischer noch 1983 mit, dass die Anstalt nicht in besonderem Maß dem staatlichen Zugriff ausgesetzt war, auch wenn die Heime aufgrund der räumlichen Nähe zur Tötungsanstalt Hadamar mehrmals letzter Aufenthaltsort gewesen seien.
Mit dem Leitungswechsel 1987, als Herrmann Otto Fuchs von Bernhard Fischer die Leitung der Heime übernahm, änderte sich der Umgang mit der Vergangenheit. Dokumente wurden zusammengetragen, Filmaufnahmen für „Alles Kranke ist Last“ wurden genehmigt. Im Rahmen einer Ausstellung zur Geschichte der Heime wurde in einem Kapitel auch auf die Euthanasieverbrechen eingegangen.
Weiteren Impuls erhielt die Aufklärungsarbeit 1997 durch den Fund der Prozessakten Karl Todts. Von nun an wurde gezielt geforscht, um den Weg zum Gedenken an die Opfer zu beschreiten. Dies umfasste unter anderem Zeitzeugengespräche mit überlebenden Bewohnern der Heime, eine Archivierung der vorliegenden Unterlagen, die Einrichtung einer Ausstellung und den Beschluss, im Jahr 1999 zur 150-Jahr-Feier ein Mahnmal für die Opfer der Euthanasie-Verbrechen aufzustellen.
Von 1999 an wurden Fahrten zur Gedenkstätte in Hadamar ein fester Bestandteil im Fortbildungsprogramm der Mitarbeiter der Heime Scheuern. Am 19. November 2000 wurde das im zentralen Gebäudekarree gelegene Mahnmal zum Gedenken an die Opfer der Euthanasie eingeweiht.
An der Ecke Burgberg/Brückenstraße wurde im Januar 2011 von dem Kölner Künstler Gunter Demnig eine Stolperschwelle in den Gehweg eingelassen. Sie trägt die Inschrift Mehr als 1000 Menschen wurden von den Nationalsozialisten zwischen 1941 und 1945 aus der zur Zwischenanstalt umfunktionierten Landesanstalt Scheuern in andere ‚Heilanstalten‘ überwiesen und dort ermordet. Die meisten in Hadamar.
Vor dem Hintergrund der problematischen Stellung Karl Todts zur NS-Zeit, seiner Verantwortung für die Geschehnisse in Scheuern und auch seiner Äußerungen zur Zwangssterilisation hatte man sich seitens des Vorstands der Stiftung entschlossen, zum 27. Januar 2012 – dem Tag des Gedenkens an die Opfer des Nationalsozialismus – dem Karl-Todt-Haus wieder seinen ursprünglichen Namen Haus Lahnberg zu geben.

### Umbruch und Neuausrichtung für die Zukunft
Der von einem Pfarrer begangene sexuelle Missbrauch 2002 in den Heimen Scheuern wurde restlos aufgeklärt. Bei voller Geständigkeit wurde der Pfarrer zu einer Freiheitsstrafe von einem Jahr und vier Monaten verurteilt. Ein kirchliches Disziplinarverfahren schloss sich an.
Seit 1997 werden alternative Wohnformen kontinuierlich ausgebaut. Derzeit unterhält die Stiftung Scheuern zwei dezentral gelegene Wohnhäuser in Bad Ems, von denen eines auf Menschen mit geistiger Behinderung und eines speziell auf Menschen mit erworbener Hirnschädigung ausgerichtet ist. Hinzu kommen zwei Wohnhäuser in Nastätten und zwei in Nassau. Weitere Wohnhäuser, zum Beispiel in der Kreisstadt Montabaur im Westerwaldkreise, sind geplant. Hintergrund dieser Dezentralisierung ist das gesellschaftliche Modell der Inklusion.
Im Zug dieser Neuausrichtung wurde vom Vorstand Anfang 2011 eine Satzungsänderung beschlossen, die die Umbenennung in Stiftung Scheuern zur Folge hatte. Eine weitere Satzungsänderung folgte Anfang 2015: An die Stelle des bisherigen Direktors trat der Vorstand, der die Geschäfte der Stiftung Scheuern führt und die Gesamteinrichtung in eigener Verantwortung führt. Der bisherige Vorstand wurde durch einen sieben- bis neunköpfigen Stiftungsrat ersetzt. Dieser ist das oberste Stiftungsorgan, das den Vorstand bei seiner Arbeit überwacht, berät und begleitet.
Im August 2012 hat die Inklusa gGmbH, eine hundertprozentige Tochter der Stiftung Scheuern, in der Westerwald-Gemeinde Hillscheid einen zirka 1000 Quadratmeter großen CAP-Lebensmittelmarkt eröffnet, der unter anderem sechs Menschen mit unterschiedlichen Beeinträchtigungen sozialversicherungspflichtige Arbeitsplätze bietet.

## „Bescheuert sein“
Der Philologe und Volkskundler Lutz Röhrich brachte den Begriff „bescheuert sein“ in Zusammenhang mit den Heimen Scheuern und den dort lebenden geistig behinderten Menschen. Diese Annahme gilt allerdings als unwahrscheinlich. Vermutlich steht der Begriff im Zusammenhang mit einer Schlaghandlung wie dem Ohrfeigen.